# 百塔意城
百塔意城，是日本現役純種競賽馬匹。目前主要勝利有2023年阪神兩歲牝馬錦標、2024年京成盃秋季讓賽及2025年1351草地短途錦標、維多利亞一哩賽。

## 出賽前
2021年2月24日出生於北海道安平町北部牧場，成長途中於一口馬主俱樂部Sunday Racing Co. Ltd.進行馬主募集。
其後交由美浦訓練中心練馬師黑岩陽一訓練。

## 競賽生涯

### 2歲
2023年6月24日出戰東京競馬場2歲新馬戰，比賽途中保持於中後方下在直路抽出外檔望空，轟出後600米33.3秒末腳速度下成功超越前方對手，更拉開2 1/2馬位取得首勝。
其後出戰8月27日的新潟兩歲錦標，本次比賽居選擇先行戰術下於有遮擋的位置等待時機，並於最後彎道開始發力。進入直路後，其再次成功展現優秀的末腳速度，最終成功於最後關頭超越前方領放的湘南夢妮以1馬位優勢取得首個分級賽冠軍。
12月10日挑戰阪神兩歲牝馬錦標，賽前獲得第三人氣。比賽開始後，其保持於約莫第八的位置穩步推進，並一直尋找時機發力。進入直路後，其於中檔位置成功突圍並進佔先頭位置，隨即和外檔的芳心動及內欄的橡木城展開對領先位置的爭奪，最終堅守位置下成功率先透出，以鼻位優勢及破賽事記錄的1分32.6秒時間險勝贏得首個一級賽冠軍，亦為練馬師黑岩陽一帶來首個一級賽優勝。
年末，由於其以無敗的姿態勝出一級賽，於評選中以163票壓贏贏得希望錦標的蕾麗宮獲得最佳2歲雌馬殊榮。

### 3歲
2024年首戰即為雌馬三冠頭關櫻花賞，賽前獲得第一人氣。比賽開始後，其順利出閘之下選擇於中團位置逐步推進，並於比賽途中維持於中檔的位置。通過最後彎道時，騎師北村宏司控制其抽出外檔位置望空，成功尋找位置下突破馬群，可惜仍然未能超越前方率先透出的橡木城下被對方以3/4馬位擊敗，以第二吞下生涯首敗。
其後出戰NHK一哩賽，比賽初段選擇於先頭位置逐步推進，於進入彎道時候逐步加速。進入直路後，騎師李慕華指揮其於內欄位置找尋位置加速，準備衝出時稍為被阻擋下需要收慢並走入內欄位置重新加速，而此舉則影響到內側的Captaincy及驍智嬌娃，使兩駒需要收慢。直路中段，其於內欄位置衝出後望空並繼續衝刺，但無法對前方經已透出的遠觀天象造成任何威脅，最終以第二落敗。而所有賽駒衝線後，賽會認為百塔意城於上述的取位上對Captaincy及驍智嬌娃構成妨礙，因而展開審議，但最終並未作出任何處罰。
稍為休養後於秋季以三級賽京成盃秋季讓賽作為調整的一環，於賽前取得第三人氣。比賽開始後，其以順暢的節奏逐步進佔中團位置，於對面直路後半段稍為抽出外檔尋找位置，並於過彎道時候開始發力上前。進入直路後，其維持於前方有望空的位置並逐步加速，最終成功跑出優秀的末腳超越所有對手並維持優勢，最終以1 1/4馬位戰勝後上的逐天時取得冠軍。
其後遠征澳洲以金鷹錦標作為目標，然而比賽初段處於外檔起步下再受到旁邊賽駒的影響，選擇保持於中後方位置。進入直路後，其於大外檔開始衝刺，但最終仍然未能上前，以第十二完賽。

### 4歲
2025年，在年初稍為休養下，遠征沙特阿拉伯出戰1351草地短途錦標。比賽初段，其於第3檔起步順利下逐步透出，待領放馬出奇致勝貼欄後保持在對手的後方，於最後彎道開始加速迫近。進入直路後，其仍然處於第二的位置展開衝刺，不斷縮窄和前方距離下最終在最後一步超越出奇致勝，以頭位優勢壓贏對手取得第四個分級賽冠軍。
回國後直接出戰維多利亞一哩賽，賽前因為在一哩賽事的實績成為大熱門。比賽開始後，其因處於大外檔第17檔的位置起步而未有主動跟隨領放的真雅倩上前，而是稍為留慢保持在隊伍末段的位置，同時在同主馬皇后徑後方等多時機。進入直路後，其於對手開始散開下抽出大外檔位置準備發力，完全望空之下順利展開加速，最終跑出後600米33.3秒的末腳速度穿過所有對手，再最後關頭超越前方混戰的皇后徑、聽講及紙牌女王取得第二個一級賽冠軍，同時亦成為時隔17年、繼2008年的亞洲之風後第二匹在前仗取勝的維多利亞一哩賽冠軍。
8月遠征法國出戰傑克莫華大賽，本次比賽選擇於外側位置推進，但途中一直被阻塞下在未能順利加速，最終亦因反應平平僅跑獲第六。

### 詳細賽績
| 日期       | 舉行國家   | 馬場     | 距離   | 級別 | 賽事名稱         | 負重 | 騎師     | 馬號 | 出馬 | 名次 | 時間     | 頭馬（二馬）  |
| ---------- | ---------- | -------- | ------ | ---- | ---------------- | ---- | -------- | ---- | ---- | ---- | -------- | ------------- |
| 24/5/2023  | 日本       | 東京     | 草1400 |      | 2歲新馬          | 55   | 李慕華   | 5    | 16   | 1    | 1:22.8   | （Red Senor） |
| 27/8/2023  | 日本       | 新潟     | 草1600 | GIII | 新潟兩歲錦標     | 55   | 北村宏司 | 12   | 12   | 1    | 1:33.8   | （湘南夢妮）  |
| 10/12/2023 | 日本       | 阪神     | 草1600 | GI   | 阪神兩歲牝馬錦標 | 55   | 北村宏司 | 7    | 18   | 1    | 1:32.6   | （橡木城）    |
| 7/4/2024   | 日本       | 阪神     | 草1600 | GI   | 櫻花賞           | 55   | 北村宏司 | 9    | 18   | 2    | 1:32.3   | 橡木城        |
| 5/5/2024   | 日本       | 東京     | 草1600 | GI   | NHK一哩賽        | 55   | 李慕華   | 14   | 18   | 2    | 1:32.8   | 遠觀天象      |
| 8/9/2024   | 日本       | 中山     | 草1600 | GIII | 京成盃秋季讓賽   | 55.5 | 李慕華   | 10   | 16   | 1    | 1:30.8   | （逐天時）    |
| 2/11/2024  | 澳洲       | 玫瑰崗   | 草1500 |      | 金鷹錦標         | 54.5 | 莫雷拉   | 19   | 20   | 12   | 記錄缺失 | 湖林麗城      |
| 22/2/2025  | 沙特阿拉伯 | 安都拉茲 | 草1351 | GII  | 1351草地短途錦標 | 55   | 李慕華   | 12   | 13   | 1    | 1:17.88  | （出奇致勝）  |
| 18/5/2025  | 日本       | 東京     | 草1600 | GI   | 維多利亞一哩賽   | 56   | 李慕華   | 17   | 17   | 1    | 1:32.1   | （皇后徑）    |
| 17/8/2025  | 法國       | 多維爾   | 草1600 | GI   | 傑克莫華大賽     | 58   | 李慕華   | 9    | 10   | 6    |          | 宮廷畫匠      |

## 血統簡介
父系大和主將爲日本賽駒，生涯活躍於一哩賽事，曾於2007年稱霸春秋一哩賽，於2000米賽事亦有不錯戰績，如曾勝出皋月賞及秋季天皇賞。祖父週日寧靜爲美國三冠賽雙冠馬，退役後在日本配種，其子嗣贏得巨額獎金，連續12年成為日本冠軍種馬。
母系Ascolti為日本賽駒，生涯僅勝出兩場賽事。外祖父丹山舞者為愛爾蘭出生的英國賽駒，生涯戰績優秀，曾勝出鳳凰錦標及愛爾蘭國家錦標。

### 血統表
| 父線：週日寧靜系（Halo系）        |                                |              |                 |
| 種馬 大和主將 2001年（栗色）      | 週日寧靜 1986年（棕色）        | Halo         | Hail to Reason  |
| 種馬 大和主將 2001年（栗色）      | 週日寧靜 1986年（棕色）        | Halo         | Cosmah          |
| 種馬 大和主將 2001年（栗色）      | 週日寧靜 1986年（棕色）        | Wishing Well | Understanding   |
| 種馬 大和主將 2001年（栗色）      | 週日寧靜 1986年（棕色）        | Wishing Well | Mountain Flower |
| 種馬 大和主將 2001年（栗色）      | Scarlet Bouquet 1988年（栗色） | 北方風味     | 北地舞人        |
| 種馬 大和主將 2001年（栗色）      | Scarlet Bouquet 1988年（栗色） | 北方風味     | Lady Victoria   |
| 種馬 大和主將 2001年（栗色）      | Scarlet Bouquet 1988年（栗色） | Scarlet Ink  | Crimson Satan   |
| 種馬 大和主將 2001年（栗色）      | Scarlet Bouquet 1988年（栗色） | Scarlet Ink  | Consentida      |
| 繁殖雌馬 Ascolti 2011年（深棗色） | 丹山舞者 1993年（棗色）        | 丹山         | 單色            |
| 繁殖雌馬 Ascolti 2011年（深棗色） | 丹山舞者 1993年（棗色）        | 丹山         | Razyana         |
| 繁殖雌馬 Ascolti 2011年（深棗色） | 丹山舞者 1993年（棗色）        | Mira Adonde  | Sharpen Up      |
| 繁殖雌馬 Ascolti 2011年（深棗色） | 丹山舞者 1993年（棗色）        | Mira Adonde  | Lettre d'Amour  |
| 繁殖雌馬 Ascolti 2011年（深棗色） | Listen 2005年（棗色）          | 鞍匠井       | 北地舞人        |
| 繁殖雌馬 Ascolti 2011年（深棗色） | Listen 2005年（棗色）          | 鞍匠井       | Fairy Bridge    |
| 繁殖雌馬 Ascolti 2011年（深棗色） | Listen 2005年（棗色）          | Brigid       | Irish River     |
| 繁殖雌馬 Ascolti 2011年（深棗色） | Listen 2005年（棗色）          | Brigid       | Luv Luvin'      |
| 雌系：Luv Luvin'系（號族：9-b）   |                                |              |                 |
| 五代內近親交配：北地舞人 4×5×4    |                                |              |                 |

## 命名由來
名字Ascoli Piceno（アスコリピチェーノ）是意大利馬爾凱大區阿斯科利皮切諾省的首府阿斯科利皮切諾，香港則結合名字本意及城市中擁有眾多塔樓的特色，翻譯為「百塔意城」。

## 外部連結
- 百塔意城 netkeiba.com （页面存档备份，存于）
- 血統表 （页面存档备份，存于）